# Quneitra
Quneitra (también Al-Qunaytirah, Qunaitira o Kuneitra; en árabe: القنيطرة‎) es la capital, en gran parte destruida y abandonada, de la gobernación homónima al suroeste de Siria. Está ubicada en un valle en los Altos del Golán, a una altitud de 1010 metros sobre el nivel del mar. Quneitra fue fundada en la era otomana como una estación de paso en la ruta de las caravanas hacia Damasco y, posteriormente, se convirtió en una guarnición que albergó a unos 20 000 habitantes, estratégicamente localizada cerca de la línea de armisticio con Israel. Su nombre en árabe significa «el puentecito».
El 10 de junio de 1967, en vísperas del fin de la guerra de los Seis Días, Quneitra cayó bajo control israelí. Fue brevemente recapturada por Siria durante la guerra de Yom Kipur de 1973, pero Israel retomó el control en una posterior contraofensiva. La ciudad fue destruida casi por completo antes del retiro israelí en junio de 1974. Actualmente, se encuentra en la zona de la Fuerza de las Naciones Unidas de Observación de la Separación (FNUOS, en inglés UNDOF) entre Siria e Israel, a corta distancia de la frontera de facto entre ambos países. Esta acción fue duramente criticada por las Naciones Unidas a causa de la destrucción de la ciudad; mientras que, por su parte, Israel también criticó a Siria por no reconstruir Quneitra.

## Condición política
Quneitra es la capital de la Gobernación de Al-Qunaytirah, una gobernación del suroeste de Siria que incorpora a los Altos del Golán. La ciudad de Quneitra se encuentra en la zona de los Altos del Golán controlada por Siria. Israel reclama soberanía sobre la porción de los Altos del Golán que controla; este reclamo ha sido reconocido solo por algunos países y el área es vista, bajo el derecho internacional, como territorio ocupado.

## Geografía y demografía
Quneitra está situada en un valle alto en los Altos del Golán a una elevación de 1100 metros sobre el nivel del mar. Se encuentra a la sombra de la porción ocupada por Israel de los Altos del Golán y del pico de Har Bental al oeste. El área circundante está dominada por antiguos flujos de lava volcánica, interceptados por varios conos volcánicos inactivos que se alzan unos 150-200 metros por encima de la llanura circundante. Las colinas volcánicas desempeñaron un papel clave como puntos de observación y posiciones naturales de tiro en los conflictos de la región, especialmente, en la guerra de Yom Kipur. En épocas más pacíficas, el suelo volcánico fértil ha mantenido las actividades agrícolas, tales como los cultivos de trigo, y el pastoreo.
Durante el período de entreguerras, la viajera estadounidense Harriet-Louise H. Patterson informó que Quneitra estaba ubicada en un bosque de eucaliptos. Destacó «la hermosa vista que ofrece del río Jordán que fluye desde el monte Hermón a través de enredaderas y adelfas rosadas y blancas. Quneitra es agradable como un lugar para detenerse a almorzar. Es fresca bajo los árboles frondosos, por lo general, tranquila y relajante».
La posición de la ciudad en una importante ruta comercial tuvo como resultado que tuviera una población variada durante buena parte de su historia. Para inicios del siglo XX, estaba dominada por musulmanes circasianos del Cáucaso. Su población se incrementó a unas 21 000 personas, mayormente árabes, después de la independencia siria de Francia en 1946. Tras su abandono en 1967 y su posterior destrucción, la población se dispersó a otras zonas de Siria. La ciudad sigue abandonada, con excepción de una presencia residual de fuerzas de seguridad sirias.

## Historia

### Historia temprana

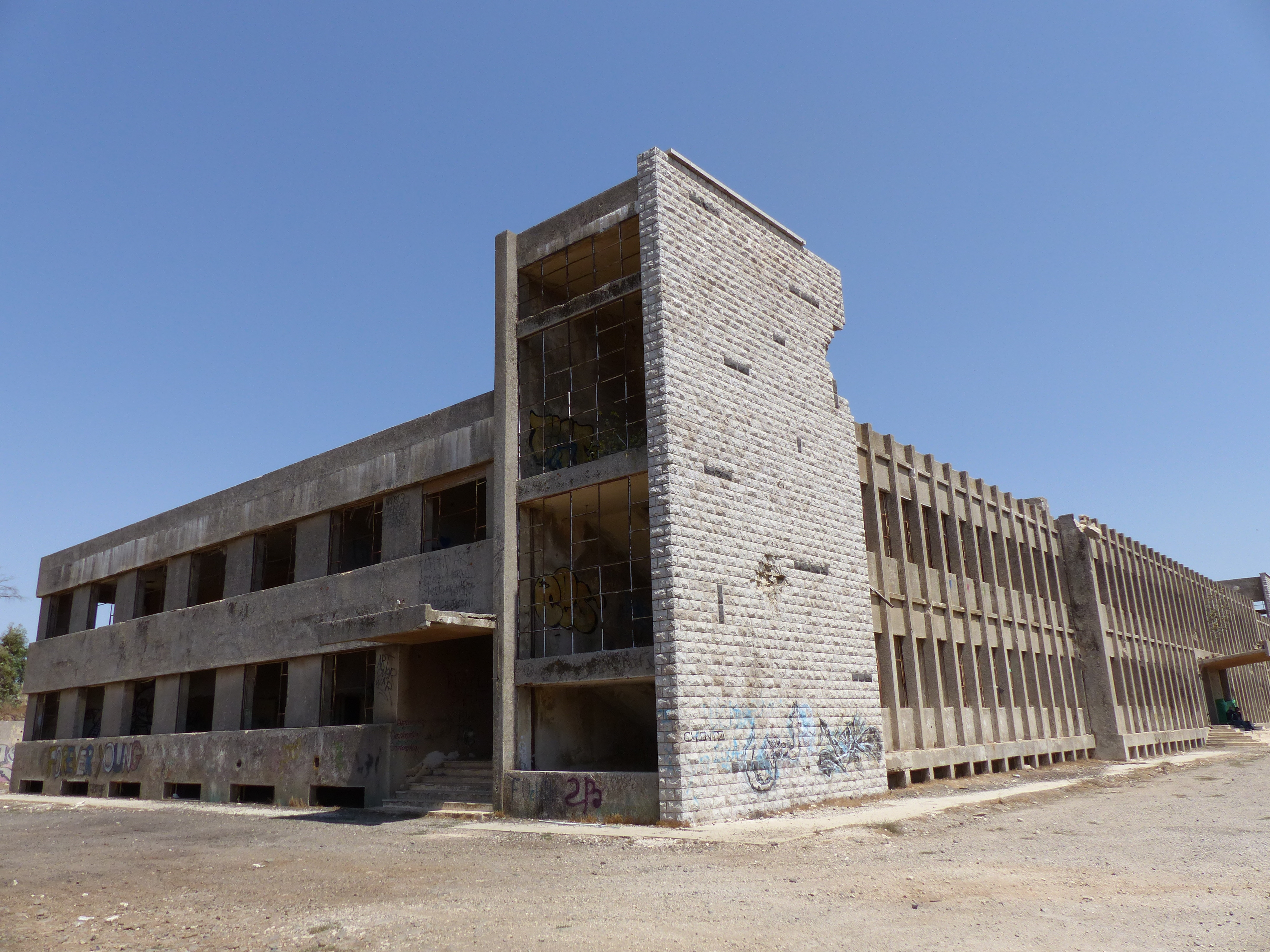
Acuartelamiento sirio abandonado y en estado de ruina cerca de Quneitra.

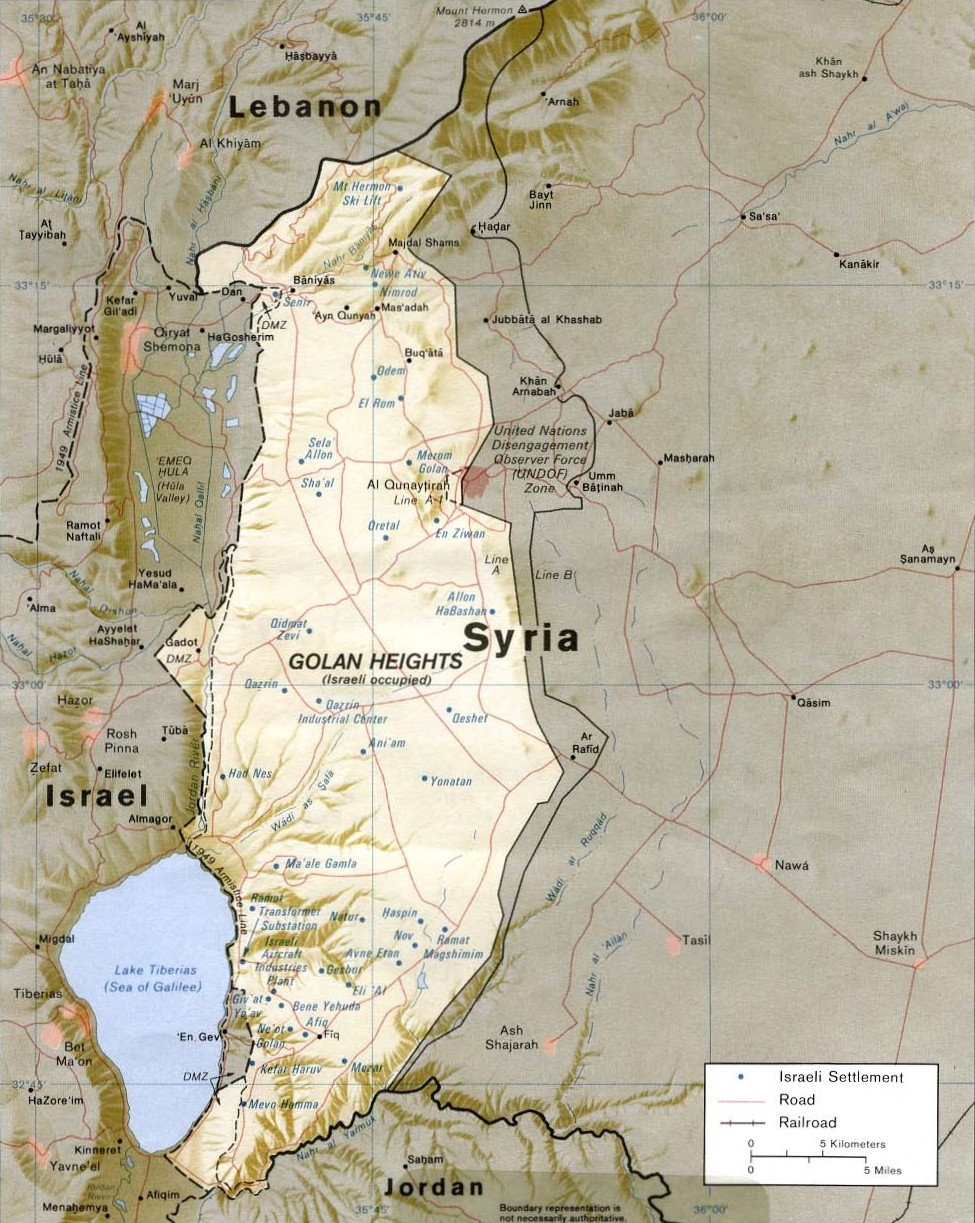
Mapa de los Altos del Golán de 1989, que ilustra la ubicación de Quneitra y el área circundante.

El área circundante de Quneitra ha estado habitada por milenios. Se cree que cazadores-recolectores del Paleolítico vivieron en la zona, como lo evidencia el descubrimiento de herramientas de sílex Levallois y musterienses en los alrededores. Por lo menos en épocas tan tempranas como la romana y bizantina, se fundó un asentamiento que sirvió como estación de paso en el camino hacia Damasco en la región occidental de Palestina. Asimismo, se dice que San Pablo pasó por este asentamiento cuando estaba de camino entre Jerusalén y Damasco. El sitio de la conversión de Pablo ha sido tradicionalmente identificado como el pequeño pueblo de Kokab, al noreste de Quneitra, en el camino hacia Damasco.
La ciudad moderna creció en torno al núcleo de un caravasar otomano, que fue construido usando las piedras del antiguo asentamiento destruido. Para el siglo XX, Quneitra se había convertido en el centro administrativo de la región del Golán y en un asentamiento para los circasianos musulmanes del Cáucaso.
Durante la Primera Guerra Mundial, la División montada australiana y la 5.ª División de caballería derrotaron allí a los turcos otomanos el 29 de septiembre de 1918, antes de tomar Damasco (véase también, la batalla de Megido). Quneitra fue lugar de varias batallas durante la Campaña de Siria de la Segunda Guerra Mundial, incluyendo la Batalla de Damasco y la batalla de Kiswe.

### Conflicto árabe-israelí
Cuando los Estados modernos de Siria e Israel se independizaron de Francia y del Reino Unido, respectivamente, después de la Segunda Guerra Mundial, Quneitra adquirió una importancia estratégica como cruce de carreteras principales a unos 64 kilómetros de la frontera. Se convirtió en una ciudad con un mercado próspero y una guarnición militar, con lo cual su población se triplicó a más de 20.000 habitantes, predominantemente árabes.

#### Guerra de los Seis Días
Quneitra fue una de las sedes sirias en los Altos del Golán. La captura israelí de la ciudad tuvo lugar en circunstancias caóticas el 10 de junio de 1967, el último día de la guerra de los Seis Días. Las fuerzas israelíes avanzaron hacia Quneitra desde el noroeste, lo que provocó que las tropas sirias se desplegaran al norte de la ciudad, bajo un fuerte bombardeo, para defender el camino hacia Damasco. A las 8:45 a. m., la radio siria transmitió por error el anuncio de que la ciudad había caído en manos israelíes. Alarmados, el redespliegue del ejército sirio se convirtió en una caótica retirada a lo largo del camino hacia Damasco.
Según el VIII comandante de brigada Ibrahim Ismail Khahya:

Recibimos órdenes de bloquear las carreteras que conducían a Quneitra. Para entonces se anunció la caída de la ciudad, lo que provocó que muchos de mis soldados huyeran del frente de combate y corrieran de regreso a Siria amontonados en los vehículos, mientras los caminos quedaron despejados. Se hundió aún más nuestra moral. Abandoné la posición antes de haber visto a un soldado enemigo.

Aunque se difundió la corrección de la emisión radiofónica dos horas más tarde, los israelíes aprovecharon la confusión para apoderarse de Quneitra. Una brigada bajo la dirección de Albert Mandler ingresó a Quneitra a las 2:30 p. m. y encontró una ciudad desierta y cubierta de equipo militar abandonado. Uno de los comandantes israelíes comentó más tarde que: 

Llegamos casi sin obstáculos a las puertas de Quneitra... A nuestro alrededor había inmensas cantidades de botín. Todo estaba funcionando en orden. Los tanques con sus motores aún en marcha y los equipos de comunicación todavía en operación habían sido abandonados. Capturamos Quneitra sin luchar.

La revista Time informó que «en un esfuerzo para presionar a las Naciones Unidas para que aplicara un cese al fuego, Radio Damasco perjudicó a su propio ejército al difundir la caída de la ciudad de Quneitra tres horas antes de su capitulación real. Este informe prematuro de la rendición de una de sus sedes socavó la moral de las tropas sirias que abandonaron el área del Golán».
Por la tarde, se acordó un cese al fuego que dejó a Quneitra bajo control israelí. En junio de 1967, la revista Time detalló que «la ciudad de Quneitra era un pueblo fantasma, sus tiendas estaban cerradas, sus calles desiertas eran patrulladas por israelíes casa por casa en busca de escondites de armas y municiones. Las colinas hacían eco de las explosiones ocasionadas por los soldados israelíes que destruyeron sistemáticamente la línea Maginot, desde la cual los sirios habían bombardeado los kibutz a lo largo del mar de Galilea».
El representante especial del secretario general de las Naciones Unidas, Nils-Goran Gussing, visitó la ciudad en julio de 1967 e informó que «casi todas las tiendas y casas parecían haber sido asaltadas y saqueadas» y que se había prendido fuego a algunos edificios después de haberlos despojado. Aunque los voceros israelíes dijeron a Gussing que Quneitra en realidad había sido saqueada por los sirios en retirada, el representante de las Naciones Unidas consideró que esto era poco probable, dado el espacio muy corto de tiempo entre el anuncio radiofónico errado y la caída de la ciudad pocas horas después. Concluyó que «la responsabilidad por este saqueo extenso del pueblo de Quneitra recaía en gran medida en las fuerzas israelíes».

#### Ocupación israelí
La ciudad desierta quedó en manos israelíes por los siguientes seis años; sin embargo, Israel y Siria se mantuvieron en estado de guerra durante todo este período (y, de hecho, hasta la actualidad). La ciudad obtuvo un nuevo valor simbólico: fue vista por los sirios como «la insignia de la derrota de Siria, un emblema de odio entre Siria e Israel y una cruz que [el presidente sirio Hafez al-Asad] debía soportar». Siria bombardeó la ciudad en varias ocasiones a principios de los años 1970; en junio de 1970, una unidad siria de blindados lanzó un ataque y en noviembre de 1972 Radio Damasco anunció que la artillería siria había bombardeado nuevamente Quneitra.

#### Guerra de Yom Kipur

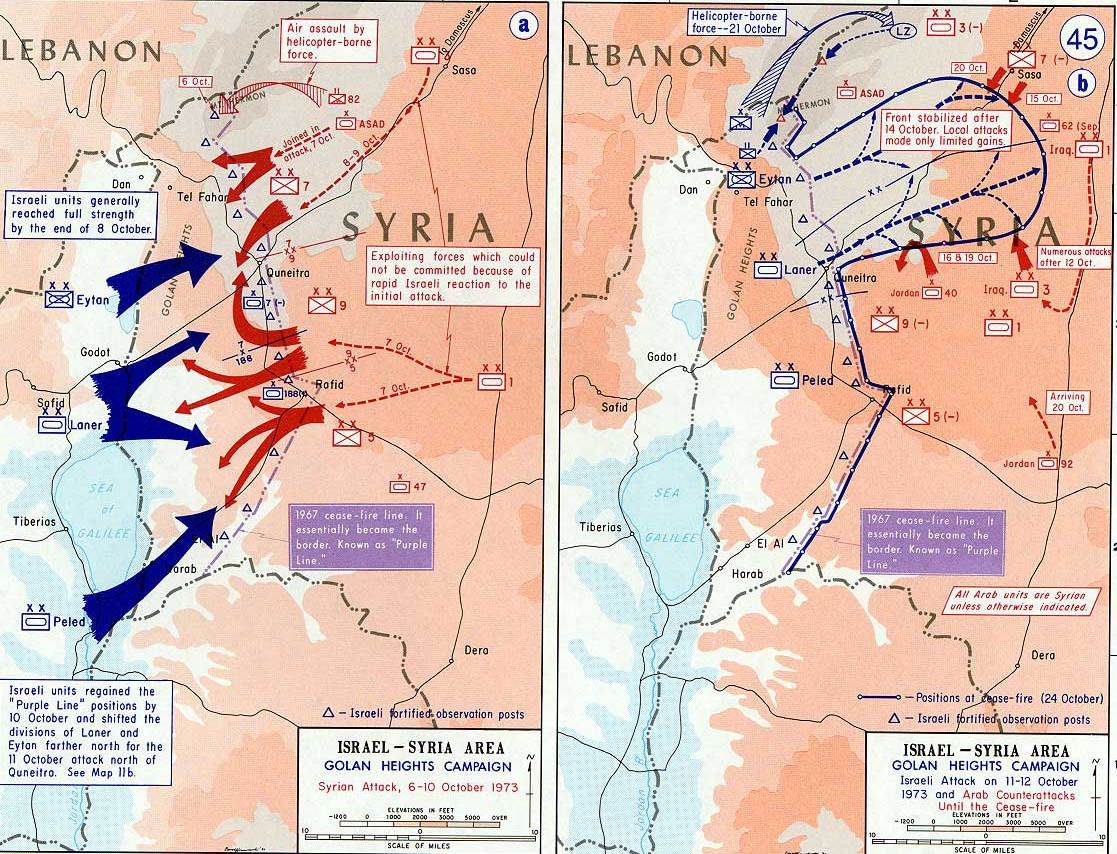
La campaña de los Altos del Golán durante la guerra de Yom Kipur.

Durante los primeros días de la guerra de Yom Kipur en 1973, Quneitra fue brevemente recapturada por el ejército sirio, antes de que este fuera expulsado nuevamente en una contraofensiva israelí. A mediados de octubre de 1973, empezó la contraofensiva israelí. Los sirios habían reunido cerca de mil tanques a lo largo de un frente de 100 kilómetros. Con una concentración masiva de tanques, los israelíes atacaron a las fuerzas sirias. En un inicio, los sirios retrocedieron, pero luego lograron contraatacar e ingresaron nuevamente en territorio ocupado. Quneitra cambió de manos varias veces. Finalmente, las unidades acorazadas, ayudadas por Phantoms y Skyhawks que estuvieron encargados del apoyo aéreo cercano por medio de ataques con napalm contra las unidades sirias en la vanguardia, detuvieron el avance sirio e hicieron que los árabes retrocedieran.

#### Destrucción de Quneitra y retorno bajo control sirio

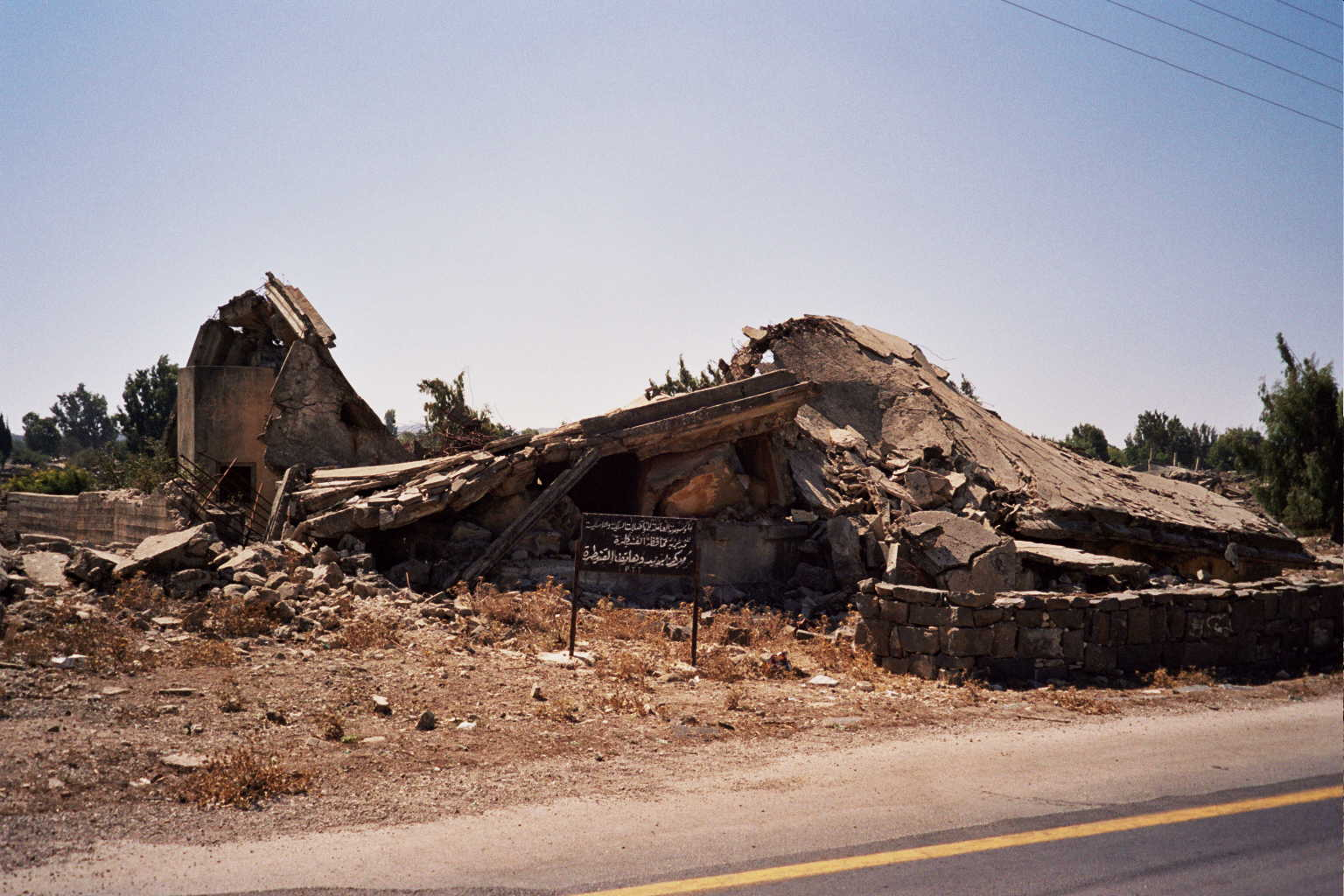
Edificio destruido en Quneitra.

Israel mantuvo el control de la ciudad hasta inicios de junio de 1974, cuando regresó bajo control civil sirio, tras el acuerdo de separación, firmado el 31 de mayo de 1974, por intermedio de Estados Unidos. La entrega de Quneitra fue controvertida, pues los colonos israelíes, el Likud y el Mafdal se opusieron a ella. En un intento por bloquear la retirada, un grupo de colonos llamado Merom Golan (un asentamiento construido en 1967) tomó el control de un búnker abandonado en Quneitra y lo declaró como nuevo asentamiento, con el nombre de Keshet (el nombre hebreo para Quneitra). Estos colonos también se dedicaron a arrasar la ciudad de Quneitra hasta los cimientos. El líder de Merom Golan, Yehuda Harel, y otro miembro, Shimshon Wollner, iniciaron la destrucción de Quneitra, que fue llevada a cabo por el Fondo Nacional Judío. Harel describía más tarde los hechos:

Shimshon y yo recorrimos Quneitra durante todo el día, tratando de decidir qué se debía hacer. Y entonces me vinieron a la cabeza estas dos extrañas ideas: una era establecer un asentamiento en Quneitra; la otra destruir Quneitra.

Wollner y Harel pidieron al Fondo Nacional Judío que llevase a cabo el trabajo, aparentemente para transformar el terreno en zona de cultivos, pero éstos se negaron, al no tener permiso del ejército israelí. Entonces contactaron con el jefe asistente del comando norte y le pidieron que marcase en un mapa los edificios que necesitaba el ejército. De acuerdo con Harel,

Entonces cogió un rotulador y marcó el hospital y unos cuantos sitios más, escribiendo: "no destruir"; y en otros lugares escribió: "destruir"; y luego lo firmó. Él pensaba que estaba firmando sobre lo que no se debía destruir, pero en realidad estaba dando el permiso para destruir. Los tractores del Fondo Nacional Judío hicieron el trabajo.

La retirada entró en vigor el 6 de junio. El 26 de junio, el presidente sirio Hafez al-Assad viajó a Quneitra, donde se comprometió a reconstruir la ciudad y reclamó el resto de los territorios ocupados.
Periodistas occidentales acompañaron a los refugiados sirios en su retorno a la ciudad a inicios de julio de 1974 y describieron lo que vieron en el campo. El corresponsal de la revista Time informó que «la mayor parte de sus edificios están derribados, bien por dinamita o acribillados por fuego de artillería». El corresponsal en Siria de Le Monde, en un artículo para The Times, dio una descripción detallada, como testigo de la destrucción:

Hoy día la ciudad está irreconocible. Las casas con sus techos tendidos en el suelo parecen lápidas. Parte de los escombros está cubierta con tierra fresca surcada por huellas de excavadoras. En todas partes hay fragmentos de muebles, utensilios de cocina desechados, periódicos hebreos que datan de la primera semana de junio; aquí un colchón desgarrado, allí los resortes de un viejo sofá. En las pocas secciones de muros aún en pie, las inscripciones hebreas proclaman: «Habrá otra ronda»; «Si queréis Quneitra, la tendréis destruida».

Según se informó, la ciudad había sido sistemáticamente saqueada por las fuerzas israelíes, con cualquier bien mueble retirado y vendido a los contratistas israelíes. Los edificios vacíos fueron posteriormente arrasados por tractores y excavadoras. Al especular sobre las posibles razones para la destrucción de la ciudad, el corresponsal de The Times señaló en 1974 que «la evacuación israelí de Quneitra tuvo lugar poco después del retorno de los prisioneros de guerra israelíes de Damasco con muchas historias de tortura», una afirmación que Siria ha rechazado.
Israel sostuvo que la mayor parte del daño había sido causado en las dos guerras y durante los duelos de artillería en el intermedio. Varios informes previos a la retirada hicieron referencia a la ciudad como «en ruinas». El corresponsal de The Times vio la ciudad por sí mismo el 6 de mayo, un mes antes del retiro israelí, y la describió como «en ruinas y desierta después de seis años de guerra y abandono. Parece una ciudad del salvaje oeste golpeada por un terremoto y si los sirios la recuperan enfrentarán un gran desafío para su reconstrucción. Casi todos los edificios se encuentran fuertemente dañados y, en consecuencia, han colapsado».
Se proporcionó directa evidencia sobre la situación de la ciudad cuando fue filmada el 12 de mayo de 1974 por un equipo periodístico británico que incluía al veterano periodista Peter Snow, quien estaba informando para Independent Television News sobre las negociaciones de separación. Su reportaje fue transmitido en el telediario de las 10 de ITN. Según el corresponsal de The Times Edward Mortimer, «se ofreció a los telespectadores una vista panorámica de la ciudad, que había quedado casi completamente vacía desde que el ejército sirio la había evacuado en 1967. Se podía ver que muchos de los edificios resultaron dañados, pero la mayoría de ellos todavía estaban en pie». Después de su entrega, «muy pocos edificios quedaron en pie. La mayoría de estos edificios destruidos no presentaban el esquema irregular y montoneras de escombres aleatorias usualmente producidas por artillería o bombardeos aéreos. Los techos estaban en el suelo, de una manera que -me dijeron- solo puede lograrse dinamitando sistemáticamente las paredes interiores de apoyo». Mortimer concluyó que el reportaje «establece fuera de toda duda razonable que la mayor parte de la destrucción tuvo lugar después del 12 de mayo, en un momento en que no hubo lucha en ningún lugar de Quneitra».
Las Naciones Unidas establecieron un «Comité especial para investigar las prácticas israelíes que afectan los derechos humanos de la población de territorios ocupados», el cual llegó a la conclusión de que las fuerzas israelíes habían destruido deliberadamente la ciudad antes de su retiro. Las conclusiones del informe fueron posteriormente adoptadas por la Asamblea General de las Naciones Unidas. El 29 de noviembre de 1974 se aprobó una resolución que describía la destrucción de Quneitra como «una grave violación de la [cuarta] Convención de Ginebra» y «condenaba a Israel por tales actos», por un margen de 93 votos a favor contra 8 en contra y 74 abstenciones. La Comisión de Derechos Humanos de las Naciones Unidas también aprobó condenar la «deliberada destrucción y devastación» de Quneitra en una resolución del 22 de febrero de 1975, por un margen de 22 votos contra uno (el de Estados Unidos) y 9 abstenciones.

### La ciudad actual

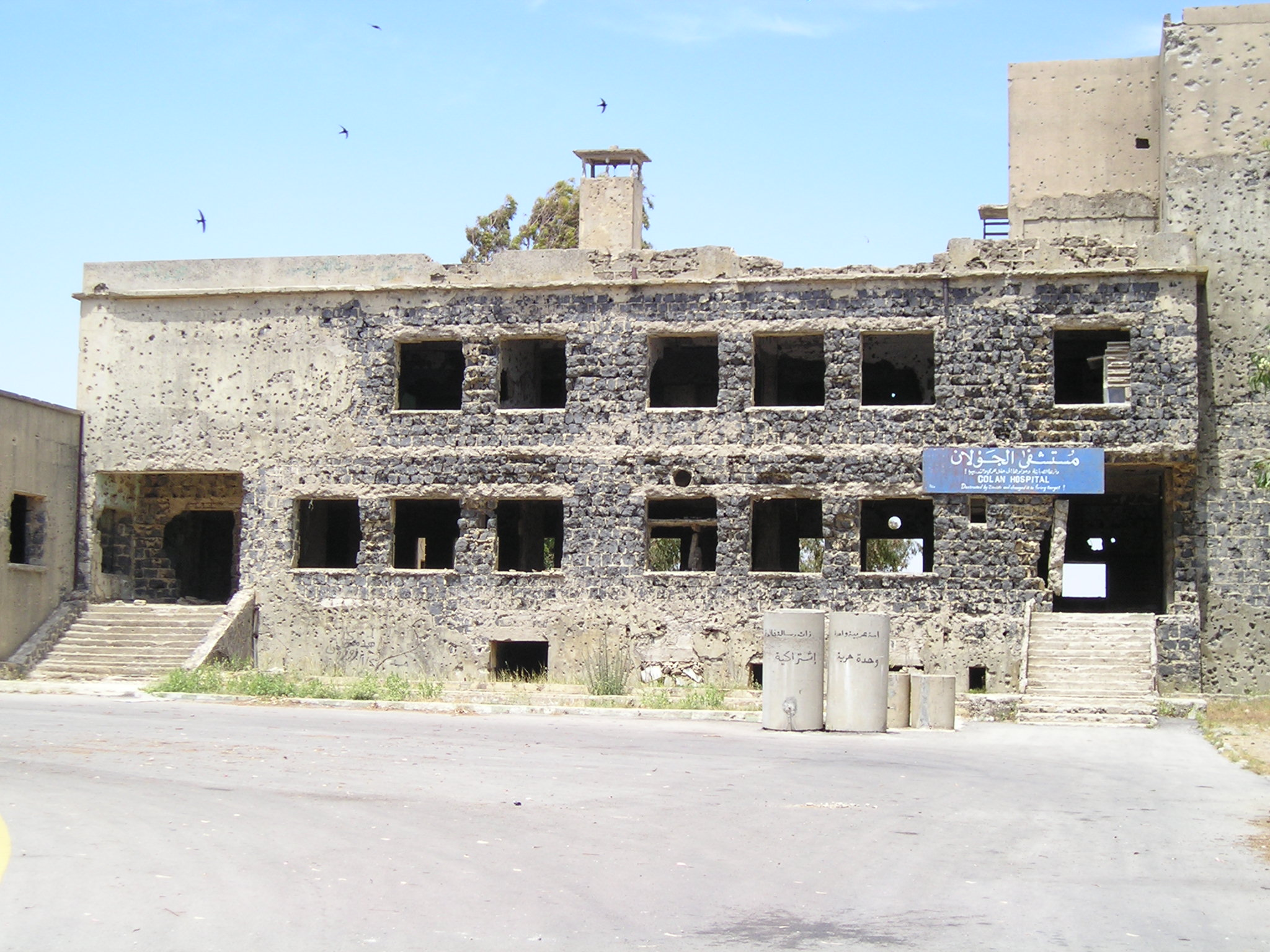
Hospital de Quneitra. El cartel dice: «Hospital de Golán. Destruido por sionistas y cambiado a objetivo de tiro» [sic].

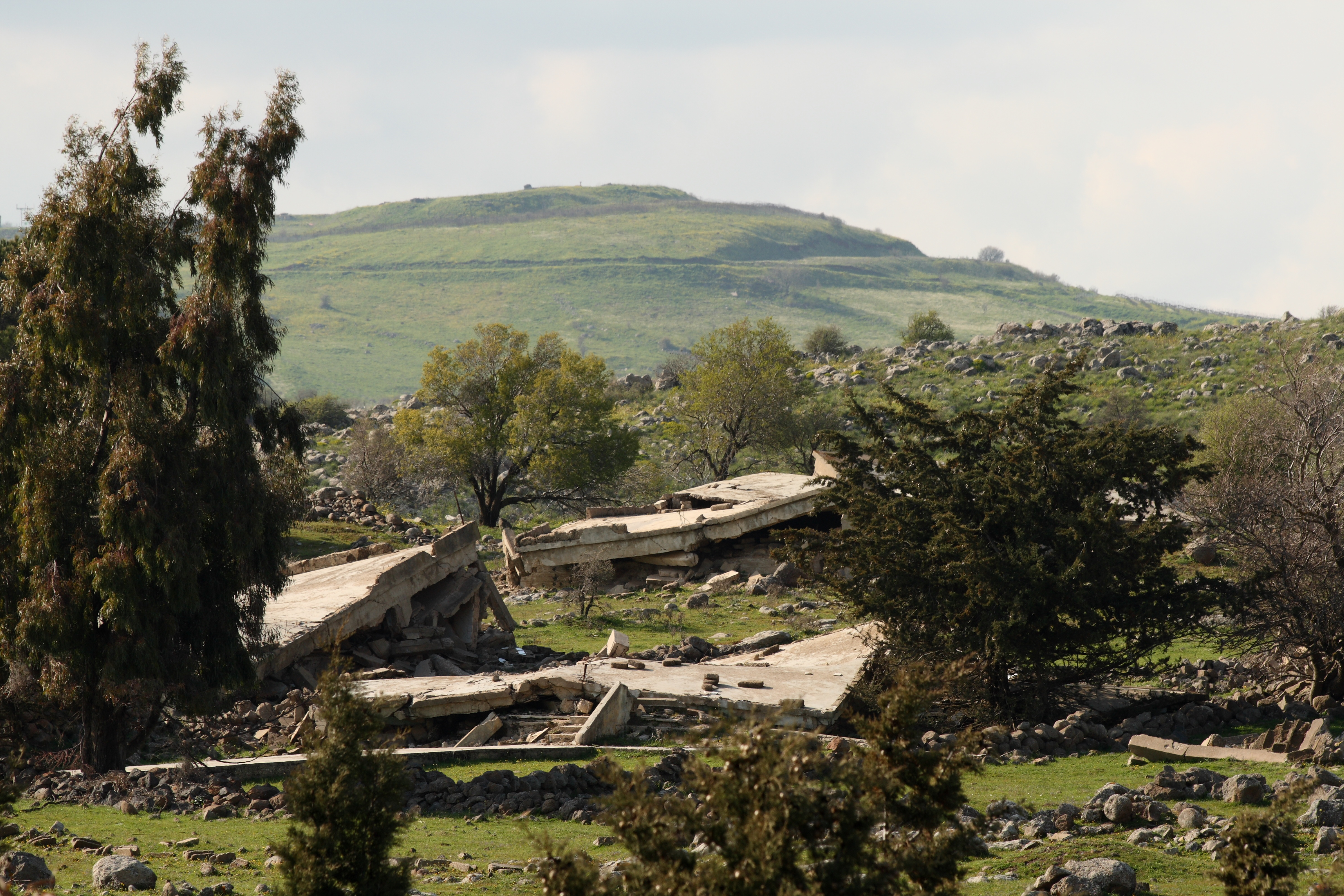
Casas destruidas en Quneitra, enero de 2010.

A enero de 2010, la ciudad sigue destruida en gran parte. Siria ha dejado las ruinas en su lugar y ha construido un museo para recordar su destrucción. Mantiene carteles en las ruinas de muchos edificios y efectivamente los preserva en la condición en que el ejército israelí los dejó. Los antiguos residentes de la ciudad no han regresado y Siria desalienta la repoblación de la zona. La Rough Guide to Syria describe la apariencia actual de la ciudad de la siguiente manera: «La primera vista de las casas destruidas en los alrededores de Quneitra es la más dramática; muchos de los tejados intactos simplemente descansan sobre una masa de escombros, dejando la impresión de un edificio que ha estallado». Siria ha decidido no reconstruir la ciudad antes de que se produzca la devolución de toda la región de los Altos del Golán.
La ciudad ha sido usada a menudo como una parada para personalidades extranjeras, que van desde el presidente del Consejo de Ministros soviético Alekséi Kosygin en junio de 1976 al papa Juan Pablo II en mayo de 2001. Solo un puñado de familias vive actualmente en la ciudad, ganándose la vida mediante la prestación de servicios a las tropas de las Naciones Unidas que patrullan la zona desmilitarizada. Según The Times, «la ciudad en ruinas conservada cuidadosamente se ha convertido en un lugar de peregrinaje para una generación de sirios».
La ciudad puede ser visitada por turistas, pero es necesario un permiso del Ministerio del Interior de Siria y las visitas son supervisadas por un guía militar. Las principales atracciones en una gira normal incluyen los restos del Hospital de Quneitra, la mezquita e iglesia griega ortodoxa. Asimismo, destaca un «Museo de Quneitra Liberada», que muestra artefactos del pasado antiguo y medieval de la ciudad, el cual es albergado en el antiguo caravasar otomano en el centro de la ciudad. El extremo occidental de la ciudad marca el inicio de la «tierra de nadie», más allá de la cual se encuentra el territorio controlado por Israel. Debido a que la frontera está cerrada, no es posible visitar Quneitra desde Israel.

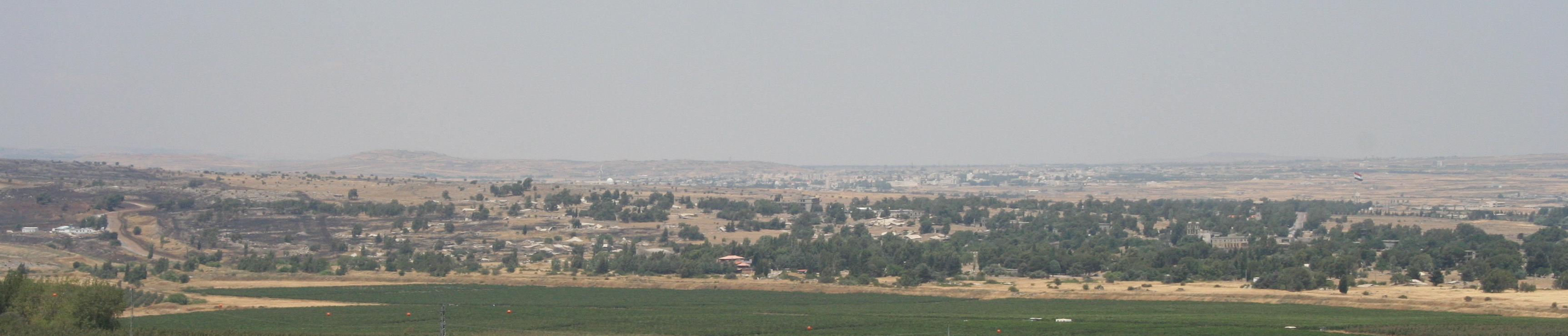
Vista panorámica de Quneitra desde el Oeste.

El 6 de junio de 2013, el cercano cruce fronterizo de Quneitra fue atacado por fuerzas rebeldes y ocupado temporalmente, para luego ser reocupado por el ejército baazista sirio. En julio de 2013, fuerzas de la oposición atacaron un puesto de control militar en Quneitra, y al día siguiente estaban atacando varias posiciones del ejército baazista sirio en Quneitra.
En agosto de 2014, las fuerzas rebeldes capturaron el cruce. Un miembro filipino de la Fuerza de Mantenimiento de la Paz de las Naciones Unidas (FNUOS) resultó herido durante los combates. Como resultado, el gobierno austriaco anunció la retirada de sus tropas de la misión de la ONU.
El 26 de julio de 2018, el ejército baazista sirio reocupo la ciudad de Quneitra.
En diciembre de 2024 la ciudad quedo bajo control de Israel.